# 沈瑜慶
沈瑜慶（1858年12月4日—1918年10月6日），字志雨，號愛蒼，別號濤園，福建省侯官縣人，沈葆楨第四子，清朝官員，同光體閩派詩人'。

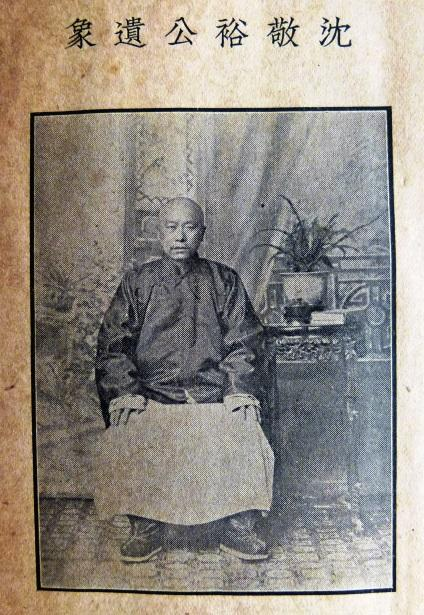

## 生平
- 咸豐八年戌午十月二十九日（1858年12月4日）巳時生於江西廣信府。
- 光緒11年舉人，歷官刑部廣西司行走、江蘇淮揚道道員、護理漕運總督、兼淮安關監督、湖南按察使、順天府尹、山西按察使、廣東按察使、江西布政使、江西巡撫、貴州布政使、河南布政使、貴州巡撫。
- 民國7年九月初二日寅時病逝於上海虹口沈家灣寓所。宣統帝諡為敬裕。
- 長女沈鵲應為林旭之妻。